# اچ‌دی ۳۶۹۶۰
اچ‌دی ۳۶۹۶۰ یک ستاره است که در صورت فلکی شکارچی قرار دارد.